# Xã Brown, Quận McHenry, Bắc Dakota
Xã Brown (tiếng Anh: Brown Township) là một xã thuộc quận McHenry, tiểu bang Bắc Dakota, Hoa Kỳ. Năm 2010, dân số của xã này là 80 người.